# Фербанкс
Фербанкс, Фербенкс (англ. Fairbanks) — місто (англ. city) в США, адміністративний центр округу Фербенкс-Норт-Стар в центрі штату Аляска. Населення — 32 515 осіб (2020). Розташоване на правому березі річки Танана.

## Географія
Фербанкс розташований за координатами 64°50′12″ пн. ш. 147°39′6″ зх. д. / 64.83667° пн. ш. 147.65167° зх. д. (64.836531, -147.651745). За даними Бюро перепису населення США в 2010 році місто мало площу 84,24 км², з яких 82,08 км² — суходіл та 2,16 км² — водойми.

### Клімат
Клімат в Фербанксі субарктичний. Зима довга і холодна, з різким вітром. Триває з кінця вересня до початку травня. Літо коротке і тепле, більша частина опадів випадає саме влітку. Максимальна температура + 37°С, мінімальна — 54°С.
| Клімат : Фербанкс                           | Клімат : Фербанкс | Клімат : Фербанкс | Клімат : Фербанкс | Клімат : Фербанкс | Клімат : Фербанкс | Клімат : Фербанкс | Клімат : Фербанкс | Клімат : Фербанкс | Клімат : Фербанкс | Клімат : Фербанкс | Клімат : Фербанкс | Клімат : Фербанкс | Клімат : Фербанкс |
| Показник                                    | Січ.              | Лют.              | Бер.              | Квіт.             | Трав.             | Черв.             | Лип.              | Серп.             | Вер.              | Жовт.             | Лист.             | Груд.             | Рік               |
| Абсолютний максимум, °C                     | 11,1              | 10,0              | 13,3              | 24,4              | 32,2              | 35,6              | 37,2              | 33,9              | 28,9              | 22,2              | 12,2              | 14,4              | 37,2              |
| Середній максимум, °C                       | −17,2             | −12,2             | −3,7              | 6,9               | 16,1              | 22,0              | 22,6              | 18,8              | 12,6              | −0,1              | −11,7             | −15,1             | 3,3               |
| Середній мінімум, °C                        | −27,2             | −24,8             | −19,2             | −6,3              | 3,2               | 9,6               | 11,3              | 8,0               | 1,7               | −8,6              | −20,9             | −24,9             | −8,1              |
| Абсолютний мінімум, °C                      | −54,4             | −50               | −48,9             | −35,6             | −18,3             | −2,8              | −1,1              | −7,2              | −16,1             | −32,8             | −47,8             | −52,2             | −54,4             |
| Середня кількість сонячних годин на місяць  | 54                | 120               | 224               | 302               | 319               | 334               | 274               | 164               | 122               | 85                | 71                | 36                | 2105              |
| Норма опадів, мм                            | 15                | 11                | 6                 | 8                 | 15                | 35                | 55                | 48                | 28                | 21                | 17                | 16                | 275               |
| Днів з опадами                              | 8,5               | 6,6               | 4,8               | 3,6               | 7,1               | 10,9              | 12,9              | 13,3              | 10,4              | 11,2              | 10,3              | 9,0               | 108,6             |
| Днів зі снігом                              | 10,1              | 7,9               | 5,9               | 2,8               | 0,8               | 0                 | 0                 | 0                 | 1,4               | 10,2              | 11,9              | 10,8              | 61,8              |
| Вологість повітря, %                        | 69.3              | 65.5              | 60.4              | 56.2              | 50.2              | 56.6              | 64.2              | 70.8              | 68.9              | 74.1              | 72.8              | 71.3              | 65.0              |
| ------------------------------------------- | ----------------- | ----------------- | ----------------- | ----------------- | ----------------- | ----------------- | ----------------- | ----------------- | ----------------- | ----------------- | ----------------- | ----------------- | ----------------- |
| Джерело: NOAA (relative humidity 1961—1990) |                   |                   |                   |                   |                   |                   |                   |                   |                   |                   |                   |                   |                   |

## Демографія
Згідно з переписом 2010 року, у місті мешкало 31 535 осіб у 11 534 домогосподарствах у складі 7112 родин. Густота населення становила 374 особи/км². Було 13056 помешкань (155/км²).
Расовий склад населення:
| - 66,1 % — білих - 10,0 % — корінних американців - 9,0 % — чорних або афроамериканців - 3,6 % — азіатів - 0,8 % — вихідців з тихоокеанських островів - 2,6 % — осіб інших рас |

До двох чи більше рас належало 7,9 %. Частка іспаномовних становила 9,0 % від усіх жителів.
За віковим діапазоном населення розподілялося таким чином: 26,0 % — особи молодші 18 років, 66,7 % — особи у віці 18—64 років, 7,3 % — особи у віці 65 років та старші. Медіана віку мешканця становила 27,9 року. На 100 осіб жіночої статі у місті припадало 113,9 чоловіків; на 100 жінок у віці від 18 років та старших — 116,6 чоловіків також старших 18 років.
Середній дохід на одне домашнє господарство становив 70 739 доларів США (медіана — 55 229), а середній дохід на одну сім'ю — 78 108 доларів (медіана — 65 027). Медіана доходів становила 43 391 долар для чоловіків та 40 694 долари для жінок. За межею бідності перебувало 13,1 % осіб, у тому числі 17,6 % дітей у віці до 18 років та 7,9 % осіб у віці 65 років та старших.
Цивільне працевлаштоване населення становило 12 500 осіб. Основні галузі зайнятості: освіта, охорона здоров'я та соціальна допомога — 22,9 %, роздрібна торгівля — 16,1 %, мистецтво, розваги та відпочинок — 13,1 %, публічна адміністрація — 11,4 %.

## Економіка
Фербанкс розташований у родючій долині Танана, де, попри суворий клімат, вирощують сільськогосоподарські культури. В 20-х роках минулого століття було майже досягнуто самозабезпечення продуктами харчування. Розвинутий туризм — 350 тисяч відвідувачів за рік.
Аляскинська залізниця поєднує місто з найбільшим містом штату — Анкориджем —, що розташований на узбережжі.

## Культура

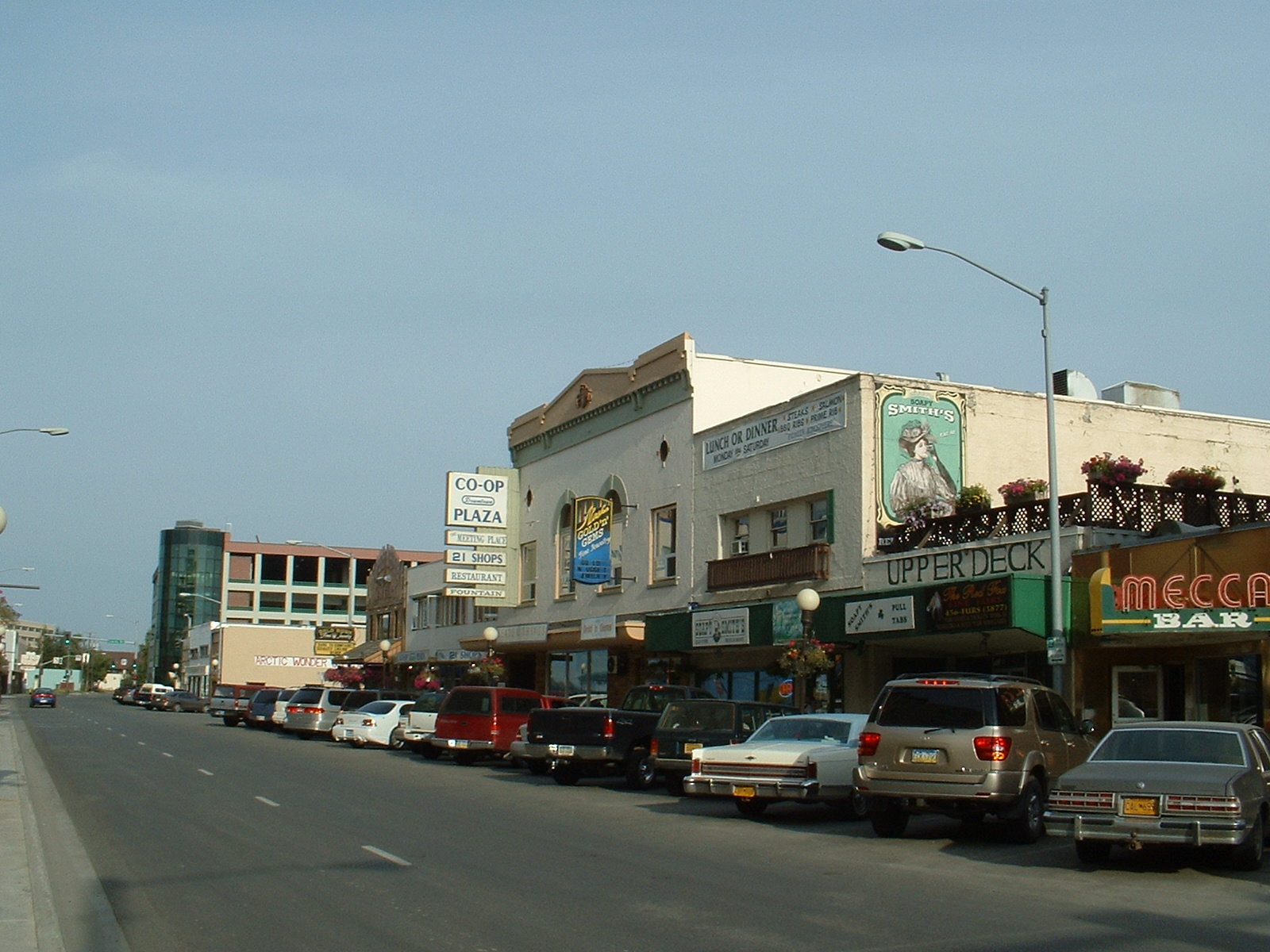
Центр міста. Друга авеню

### Українською
- Атлас світу / голов. ред. І. С. Руденко ; зав. ред. В. В. Радченко ; відп. ред. О. В. Вакуленко. — К. : ДНВП «Картографія», 2005. — 336 с. — ISBN 9666315467.
- Атлас. 10-11 клас. Економічна і соціальна географія світу / упорядники :  О. Я. Скуратович, Н. І. Чанцева. — К. : ДНВП «Картографія», 2010. — ISBN 978-966-475-639-3.